# Laurel Tower Sanctus Umeda
La Laurel Tower Sanctus Umeda (ローレルタワーサンクタス梅田) est un gratte-ciel construit dans l'arrondissement Kita-ku à Osaka de 2004 à 2007. Elle mesure 148 mètres de hauteur, comprend 257 appartements pour une surface de plancher de 31 926 m2.
L'immeuble a été conçu par la société Takenaka Corporation.